# Würm (rivière)
« Würm » redirige ici.  Pour la glaciation, voir Glaciation de Würm. Pour les autres significations, voir Wurm.
La Würm est une rivière bavaroise. Elle est le principal affluent de l'Amper et un sous-affluent du Danube par l'Isar.

## Géographie
Elle constitue l'exutoire du lac de Starnberg et s'écoule au travers des villages de Gauting, Krailling, Planegg, Gräfelfing et Lochham, et à travers certaines parties de Munich (quartier de Pasing) avant de rejoindre, près de Dachau, l'Amper, qui peu après rejoint l'Isar.
Avec trois autres affluents allemands du Danube, elle a donné son nom à une glaciation, la « glaciation de Würm ». C'est le géologue Albrecht Penck qui nomma ainsi quatre glaciations au début du XXe siècle.